# Opharus aeschista
Opharus aeschista là một loài bướm đêm thuộc phân họ Arctiinae, họ Erebidae.